# Cúp các câu lạc bộ đoạt cúp bóng đá quốc gia châu Á 1995
Đội vô địch Cúp các câu lạc bộ đoạt cúp bóng đá quốc gia châu Á 1995, giải thi đấu bóng đá được tổ chức bởi AFC, được liệt kê bên dưới.

## Vòng Một

### Tây Á
| Đội 1                  | TTS      | Đội 2         | Lượt đi | Lượt về |
| ---------------------- | -------- | ------------- | ------- | ------- |
| Homenmen               | 2–1      | Al Wahda      | 0–0     | 2–1     |
| Oman                   | 2–4      | Kazma         | 1–1     | 1–3     |
| Al Talaba              | 5–4      | Al Ittihad    | 5–3     | 0–1     |
| FK Yangiyer            | 4–1      | Turan Daşoguz | 3–0     | 1–1     |
| Vostok Ust-Kamenogorsk | (w/o)1   | AkMaral       |         |         |
| Bahman                 | miễn đấu |               |         |         |
| Al Ain                 | miễn đấu |               |         |         |
| Riyadh SC              | miễn đấu |               |         |         |

1 AkMaral bỏ cuộc

### Đông Á
| Đội 1              | TTS      | Đội 2              | Lượt đi | Lượt về |
| ------------------ | -------- | ------------------ | ------- | ------- |
| New Radiant        | (w/o)1   | Ratnam Sports Club | 2–0     |         |
| Sabah FA           | 3–1      | An Giang           | 3–0     | 0–1     |
| Bellmare Hiratsuka | miễn đấu |                    |         |         |
| East Bengal Club   | miễn đấu |                    |         |         |
| Petrokimia Putra   | miễn đấu |                    |         |         |
| Rajapracha UCOM FC | miễn đấu |                    |         |         |
| Uhlsport Rangers   | miễn đấu |                    |         |         |
| Yokohama Flügels   | miễn đấu |                    |         |         |

1 Ratnam bỏ cuộc sau lượt đi

## Vòng Hai

### Tây Á
| Đội 1                  | TTS | Đội 2       | Lượt đi | Lượt về |
| ---------------------- | --- | ----------- | ------- | ------- |
| Homenmen               | 0–5 | Riyadh SC   | 0–2     | 0–3     |
| Kazma                  | 6–1 | Al Ain      | 2–0     | 4–1     |
| Al Talaba              | 3–2 | FK Yangiyer | 2–0     | 1–2     |
| Vostok Ust-Kamenogorsk | 2–3 | Bahman      | 2–2     | 0–1     |

### Đông Á
| Đội 1              | TTS     | Đội 2              | Lượt đi | Lượt về |
| ------------------ | ------- | ------------------ | ------- | ------- |
| Uhlsport Rangers   | 3–7     | Yokohama Flügels   | 1–3     | 2–4     |
| New Radiant        | 3–2     | East Bengal Club   | 3–0     | 0–2     |
| Sabah FA           | 1–7     | Bellmare Hiratsuka | 1–2     | 0–5     |
| Rajapracha UCOM FC | 7–7 (a) | Petrokimia Putra   | 5–4     | 2–3     |

## Tứ kết

### Tây Á
| Đội 1     | TTS     | Đội 2     | Lượt đi | Lượt về |
| --------- | ------- | --------- | ------- | ------- |
| Riyadh SC | 2–2 (a) | Kazma     | 2–1     | 0–1     |
| Bahman    | 1–2     | Al Talaba | 0–1     | 1–1     |

### Đông Á
| Đội 1              | TTS | Đội 2            | Lượt đi | Lượt về |
| ------------------ | --- | ---------------- | ------- | ------- |
| Bellmare Hiratsuka | 7–1 | Petrokimia Putra | 6–0     | 1–1     |
| New Radiant        | 0–7 | Yokohama Flügels | 0–2     | 0–5     |

## Bán kết
| Bellmare Hiratsuka                           | 4–3 (s.h.p.) | Yokohama Flügels                      |
| -------------------------------------------- | ------------ | ------------------------------------- |
| Émerson 13' (ph.đ.), 44' (ph.đ.), 71', 90+2' |              | Evair 56', 89' (ph.đ.) · Mitsuoka 83' |

| Al Talaba | (w/o)1 | Riyadh SC |
| --------- | ------ | --------- |
|           |        |           |

1 Riyadh SC bỏ cuộc

## Chung kết
| Bellmare Hiratsuka         | 2–1 | Al Talaba               |
| -------------------------- | --- | ----------------------- |
| Narahashi 27' · Nakata 81' |     | Sabah Jeayer Khalaf 51' |

## Đội vô địch
| Cúp các câu lạc bộ đoạt cúp bóng đá quốc gia châu Á 1995 Bellmare Hiratsuka Danh hiệu đầu tiên |